# Kelvin par watt
Le kelvin par watt (K W−1 ou K/W) est l'unité de résistance thermique.
C'est donc l'unité de :
- la résistance thermique de convection ;
- la résistance thermique de conduction ;
- la résistance thermique de rayonnement.

C'est l'inverse du watt par kelvin, unité de la conductance thermique

## Unité
{\displaystyle \mathrm {K\ W^{-1}} }